# Hélène Giraud
Hélène Giraud, née en 1970 à Paris, est une directrice artistique, réalisatrice et scénariste française.

## Biographie
Diplômée de l'ESAT en 1991, elle participe en 1992 à la création graphique du film Le Cinquième Élément de Luc Besson et développe en 2003 les visuels du long métrage Renaissance de Christian Volckman. Après plusieurs années à travailler sur des projets de séries d'animation elle s'oriente vers le monde du jeu vidéo et fait notamment la direction artistique du jeu vidéo Stupid Invaders sorti en 2001 chez Ubi Soft.
Elle crée en 2004 avec Thomas Szabo la série Minuscule : La Vie privée des insectes produite par le studio Futurikon.
En 2010 elle réalise la saison 2 de Minuscule : La Vie privée des insectes.
En  2006 elle travaille pour la société Mac Guff où elle fait la direction artistique de Voyage dans un arbre, un film en 4D pour le parc Terra Botanica d’Angers.
Une adaptation de l'univers de Minuscule en long métrage est produite en 2012. Hélène Giraud écrit et réalise avec Thomas Szabo Minuscule : La Vallée des fourmis perdues.
Le film utilise un procédé d'animation peu répandu alors au cinéma : l'intégration de personnages en images de synthèse dans des décors en prise de vue réelle. Les décors ont été filmés en relief dans le parc national des Écrins et le parc national du Mercantour, en France.
Le film sort en 2014 et fait 1,5 million d'entrées en France et plus de 10 millions d'entrées dans le monde et remporte à la 40e cérémonie des César le prix du meilleur film d'animation.
Le deuxième volet Minuscule 2 : Les Mandibules du bout du monde est sorti en France en janvier 2019. Il sera le plus grand succès français de 2019 en Chine.
Hélène Giraud est la fille de l'auteur de bande dessinée Jean Giraud alias Mœbius à qui le film est dédié.

## Récompenses
- Festival international du film d'animation d'Hiroshima – Prix spécial du jury 2008 pour Minuscule : La Vie privée des insectes
- Cartoons on the Bay –  Pulcinella Award 2007 de la meilleure série télévisée tous âges confondus pour Minuscule : La Vie privée des insectes
- Primé au Sénat : Laurier  « Jeunesse » de l’Audiovisuel 2007 pour Minuscule : La Vie privée des insectes
- Primé au Festival de Luchon  2006 pour Minuscule : La Vie privée des insectes
- Prix TVFI export – Catégorie Animation 2012 pour Minuscule : La Vie privée des insectes
- Mill Valley Film Festival (San Francisco) - Gold Award 2015 du film pour enfants pour Minuscule - La vallée des fourmis perdues
- Festival international du film d'animation et du dessin animé de Chine (Hangzhou) : médaille d'argent 2015 pour Minuscule - La vallée des fourmis perdues
- Trophées du film français 2015 : trophée de la première œuvre animation pour Minuscule - La vallée des fourmis perdues
- Récompensée du Cartoon Movie Tributes en 2014 pour la co-réalisation du film d’animation Minuscule : La Vallée des fourmis perdues.
- César du meilleur film d'animation à la 40e cérémonie des César.
- Magritte du meilleur film étranger en coproduction en 2015.
- Chevalier de l'ordre des Arts et des Lettres.